# Norbert Geneste
Pour les articles homonymes, voir Geneste.
Norbert Geneste, né le 13 avril 1938 à Marsillargues et mort le 26 octobre 1986 dans un accident de la route à Vauvert, est un raseteur français, double vainqueur du Trophée des As.

## Biographie

### Famille
Il provient d'une famille d'afeciouna.

### Carrière de raseteur
Il débute en corne nue à Saint-Laurent-d'Aigouze en 1960. En 1962, il intègre le Trophée des As. C'est à la 30e Cocarde d'or qu'il se fait connaître, où il est deux fois second, comme au Muguet d'or à Beaucaire. Il devient ensuite le premier vainqueur du Trophée des Maraîchers de Châteaurenard en 1966. La même année, il dépasse son premier rival Maurice Rinaldi et remporte le Trophée des As. Il en garde la tête en 1967. Cette année-là, il est favori pour la Cocarde d'or, mais il est blessé la veille à Châteaurenard.
Le 5 avril 1968 à Châteaurenard, il est à l'origine d'un moment de course peu banal : il combat le taureau Joli-Cœur, de la manade Fabre-Mailhan. Celui-ci ne bouge pas, jusqu'à ce qu'un spectateur, lassé, ne lui jette une pierre. Cela le rend furieux, il tamponne Norbert Geneste qui s'était élancé pour le raseter. Il s'accroche alors à ses cornes et traverse ainsi toute la piste juché sur le bioù. Arrivé aux barrières, il lâche prise : le taureau percute un poteau électrique et est foudroyé sur le coup. Il s'écroule sur le raseteur encore à terre.
Il a pour tourneur l'aimarguois Léopold Dupont.

### Décès
Il meurt dans un accident de la route en octobre 1986. Lors de ses obsèques à Marsillargues, André Soler et Christian Chomel se trouvent en tête de son cortège funèbre.